# Moe Bar-El
Moe Bar-El (مع ال بار en Persan), né le 18 mai 1992 à Chiraz, Iran, est un acteur irano-britannique. Il est surtout connu pour son rôle de Shapur Zamani dans la saison 2 de la série Le Bureau des légendes.

## Biographie
Moe Bar-El est né le 18 mai 1992 à Chiraz, Iran.
Il a déménagé à Londres, en Angleterre avec sa mère et son frère, à l'âge de 10 ans.

## Filmographie

### Cinéma

#### Longs métrages
- 2017 : Ghetto Heaven de Sacha Bennett : Iziah Anderson
- 2021 : Mitra de Kaweh Modiri : un homme au raid
- 2022 : Zero de Faye Gilbert : un homme en uniforme
- 2023 : Femme de Sam H. Freeman et Ng Choon Ping : Donovan
- 2024 : Dune, deuxième partie (Dune : Part Two) de Denis Villeneuve : un combattant fondamentaliste
- 2024 :  The Return, le retour d'Ulysse (The Return)  d'Uberto Pasolini  :  Élatos
- 2025 : Words of War de James Strong : Mosvar Barayev

#### Courts métrages
- 2014 : C.T.R.L de Mariana Conde : Pj
- 2015 : One Day In Whitechapel de Seemab Gul : Jay
- 2016 : In the Robot Skies de Liam Young : Tamir
- 2017 : Tilda & Laila d'Alexandra Brodski : Ali
- 2022 : Parousia de Stefan Ruiz : Kane

### Télévision

#### Séries télévisées
- 2016 : Le Bureau des légendes, saison 2 (saison 3 en photo, saison 4 en flashback) : Shapur Zamani
- 2016 : Tyrant, saison 3, épisode 5 A Rock and a Hard Place : Un manifestant
- 2016 : 50 Ways to Kill Your Lover, épisode Waiting for Death : Yousef
- 2017 : Snatch , saison 1, épisodes 5 et 6 : Sheikh Zesan
- 2018 : Doctors, saison 19, épisode Who's the Daddy ? : Cal Hastings
- 2019 : Casualty , saison 34, épisode 14 : Shah Busnal
- 2020 : Tehéran (Tehran) , saison 1, épisodes 3 à 6 : Karim
- 2020 : Honour (mini-série), épisodes 1 et 2 : Rahmat Suleimani
- 2021 : Invasion, saison 1, épisode 10, First Day : Un homme
- 2022 : Périphériques, Les mondes de Flynne (The Peripheral) : Reece
- 2023 : Better : Artem
- 2023 : Count Abdulla : Yazan Al Kawalti
- 2024 : Dinner with the Parents : Paul
- 2025 : Alien: Earth : Rashidi